# Gasthaus Engel (Halbmeil)

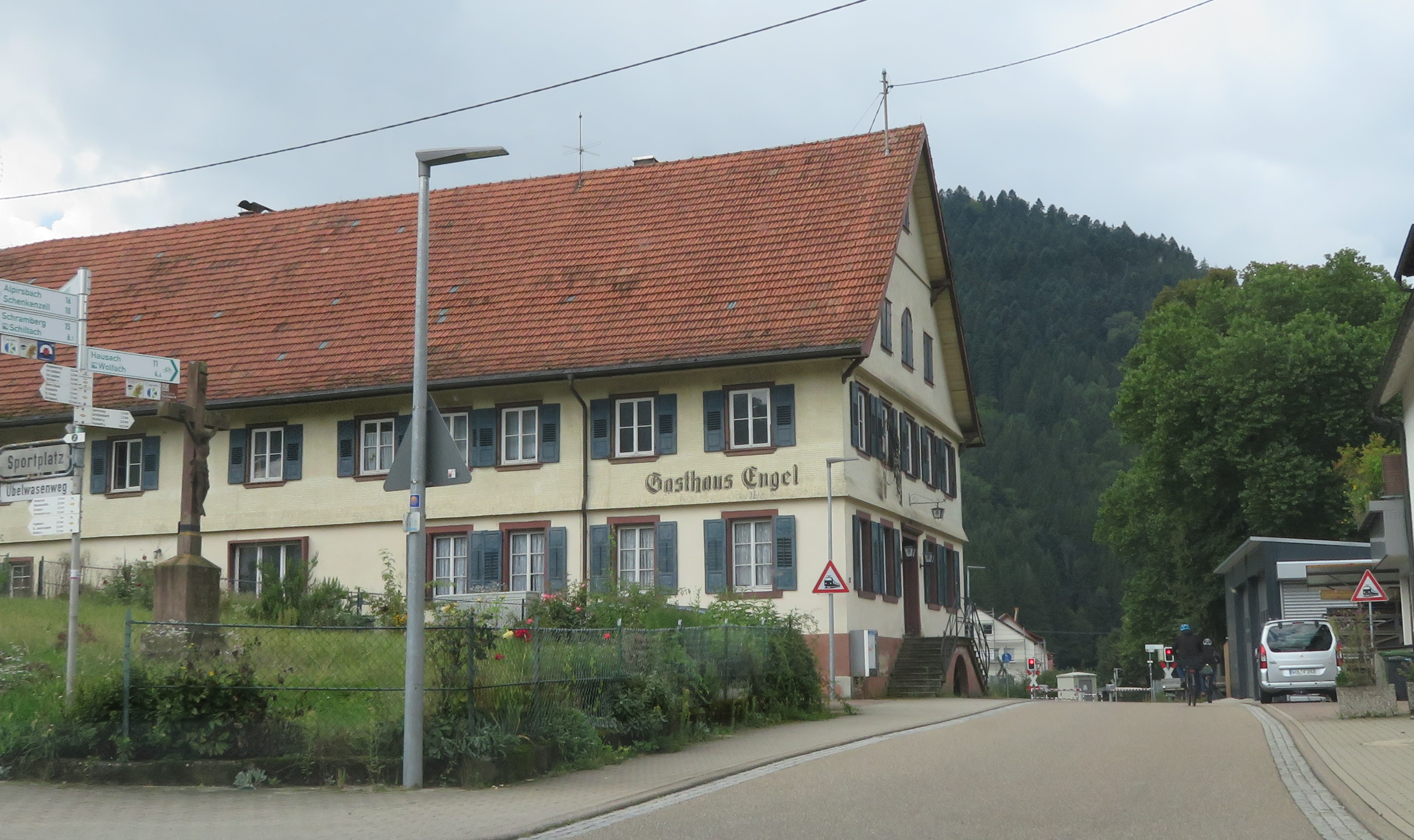
Gasthaus Engel

Das ehemalige Gasthaus Engel in der Schulstraße 22 in Halbmeil im Ortenaukreis in Baden-Württemberg ist ein denkmalgeschütztes Gebäude.

## Geschichte
Das „Würths-Hauß in der Halben Meyl“ zwischen Schiltach und Wolfach wurde erstmals 1263 urkundlich erwähnt. Im Laufe seiner Geschichte brannte das Gasthaus mehrmals nieder.
Dies geschah zum Beispiel in der Nacht vom 7. auf den 8. September 1842. Damals wurden „Wohn- und Oekonomiegebäude des Engelwirths Gruber in der Halbmeil, Gemeinde Kinzigthal, mit beinahe sämmtlicher Fahrniß und vielem Vieh ein Raub der Flammen.“ Ausgegangen war der Brand wohl vom Ökonomiegebäude. Drei Jahre später war das Gasthaus neu errichtet, und zwar als zweistöckiges Haus mit zwei „Kellern, Tanzboden, Scheuer“ und einer Stallung unter dem Dach des Hauptgebäudes sowie einem Pferdestall gegenüber dem Gasthaus auf der anderen Seite der Landstraße. Back- und Waschküche befanden sich neben dem Haus. Außer dem Gemüsegarten, der unmittelbar am Haus lag, gehörten zahlreiche Wiesen und Äcker zu der Liegenschaft, die 1850 auf richterliche Verfügung hin versteigert werden sollten. Sie befanden sich damals im Besitz der Witwe des Gasthausinhabers Valentin Gruber.
Später allerdings befand sich das Gasthaus immer noch oder erneut in den Händen einer Familie Gruber. 1903 ließ der damalige Wirt ein großes Steinkreuz im Garten errichten. Er hatte gelobt, dies zu tun, falls seine Frau von einer gefährlichen Krankheit genesen werde.
1916 brannte das Gasthaus erneut, diesmal nach einer Brandstiftung durch einen französischen Kriegsgefangenen. Mittlerweile befand es sich nicht mehr im Besitz der Familie Gruber: 1905 war es an Sebastian Heizmann verkauft worden. Die Familie Heizmann betrieb das Gasthaus drei Generationen lang. Als Wilhelm und Ingrid Heizmann keine Nachfolger mehr fanden, wurde das Gasthaus im Jahr 2014 geschlossen. Später wurde es offenbar als Bistro wieder eröffnet.
Literarische Erwähnung fand das Gasthaus Engel in Heinrich Hansjakobs Erzbauern. Er erzählt in Der Vogtsbur, wie 1811 ein junges Mädchen beim – vom Pfarrer verbotenen – Tanz den reichen Vogtsbauern kennengelernt und kurz darauf geheiratet habe – unter anderem aus Trotz gegenüber dem Pfarrer, der die fast Achtzehnjährige noch für zu jung zum Tanzen gehalten hatte. Die Feier habe im „Engel“ stattgefunden.